# Subaru R2
Subaru R2 – samochód należący do segmentu kei-car produkowany w Japonii przez Subaru. Został wprowadzony na rynek 8 grudnia 2003. Jest to kolejny model Subaru przeznaczony na rynek kei-carów. Nazwą nawiązuje do Subaru R-2, samochodu produkowanego w latach 1969-1972. Produkcję zakończono w marcu 2010.
Dostępne były trzy wersje czterocylindrowego rzędowego silnika o pojemności 658 cm³:
- SOHC
- DOHC AVCS (variable valve timing)
- DOHC ze sprężarką oraz intercoolerem

Napęd przenoszony może być na oś przednią lub na obie osie.